# Ribes tenue
Ribes tenue är en ripsväxtart som beskrevs av Eduard von Glinka Janczewski. Ribes tenue ingår i släktet ripsar, och familjen ripsväxter.

## Underarter
Arten delas in i följande underarter:
- R. t. incisum
- R. t. puberulum